# Lycodes frigidus
Lycodes frigidus es una especie de pez de la familia de los Zoarcidae en el orden de los perciformes.

## Morfología
Los machos pueden llegar a alcanzar los 69 cm de longitud total.

## Reproducción
Tiene lugar, probablemente, en el otoño. 

## Alimentación
Come pescados Crustáceos (isópodo anfípodo ), cefalópodo Ophiurida

## Hábitat
Es un pez de mar y de aguas profundas que vive entre 475- 3000 m de profundidad.

## Distribución geográfica
Se encuentra en el Canadá, Groenlandia, Islandia, Noruega (incluyendo Svalbard) y Rusia.

## Observaciones
Es inofensivo para los humanos. 